# Christine Normandin
Pour les articles homonymes, voir Normandin.
Christine Normandin, née le 30 avril 1984 à Saint-Jean-sur-Richelieu, est une avocate et femme politique québécoise.
Indépendantiste, elle milite au Parti québécois avant d'être élue députée de la circonscription de Saint-Jean à la Chambre des communes du Canada sous la bannière du Bloc québécois lors des élections fédérales de 2019. Elle est réélue en 2021.

## Biographie
Christine Normandin est née à Saint-Jean-sur-Richelieu le 30 avril 1984,. Elle obtient en 2006 un baccalauréat en sciences biomédicales à l'Université de Montréal, puis s'oriente vers le droit et obtient son baccalauréat en droit à l'Université du Québec à Montréal en 2010 avant d'être admise au Barreau du Québec en 2015. Elle se spécialise en droit de la famille, et plus particulièrement en enlèvement international d’enfants. Elle collabore également à titre bénévole à un service de préparation à l'audience pour les justiciables, ce qui lui a mérité le titre de bénévole de l’année du Jeune Barreau de Montréal en 2018.

### Carrière politique
Christine Normandin est une première fois candidate pour le Parti québécois lors des élections québécoises de 2008, terminant deuxième dans Jeanne-Mance–Viger, une circonscription acquise d'avance au Parti libéral. Elle est de nouveau candidate l'année suivante lors de l'élection partielle dans Marguerite-Bourgeoys, un autre château-fort libéral ; elle arrive également deuxième.
Elle est de 2010 et 2011 présidente du Comité national des jeunes du Parti québécois. À ce poste, elle défend la position d'un gel temporaire accompagné d'un sommet de l'éducation visant à réformer le financement des universités, dans le cadre du débat sur l'augmentation des frais de scolarité qui mène l'année suivante à la grève étudiante de 2012.
En mars 2019, le nouveau chef du Bloc québécois Yves-François Blanchet, que Christine Normandin connait bien depuis l'époque où ils militaient ensemble au Parti québécois, lui demande de prendre la tête de la Commission politique du parti, qu'il vient de créer. En juillet, elle est choisie candidate dans la circonscription de Saint-Jean, et durant la campagne électorale elle est au premier plan, présentant la plateforme électorale du parti le 15 septembre, et étant la représentante du Bloc lors de l'émission hebdomadaire Le Match des candidats à RDI.
Le 21 octobre 2019, Christine Normandin est élue députée fédérale du Bloc québécois à la Chambre des communes de la circonscription de Saint-Jean, succédant au député libéral sortant Jean Rioux. En novembre, elle est nommée leader parlementaire adjointe du parti, ainsi que porte-parole sur les dossiers d'Immigration, réfugiés et citoyenneté.

## Résultats électoraux

### Élections fédérales
|       | Candidat               | Parti                               | # de voix | % des voix |
|       | Martin Thibert         | Conservateur                        | +06 612,  | 10,69 %    |
|       | Christine Normandin    | Bloc québécois                      | +27 750,  | 44,85 %    |
|       | Jean Rioux (sortant)   | Libéral                             | +18 906,  | 30,56 %    |
|       | Chantal Reeves         | NPD                                 | +04 794,  | 7,75 %     |
|       | André-Philippe Chenail | Vert                                | +03 127,  | 5,05 %     |
|       | Marc Hivon             | Parti populaire                     | +00397,   | 0,64 %     |
|       | Yvon Savary            | Parti pour l'indépendance du Québec | +00289,   | 0,47 %     |
| Total | Total                  | Total                               | 61 875    | 100 %      |

### Élections provinciales
|                                                                                             | Nom                 | Parti               | Nombre de voix | %     | Maj.   |
| ------------------------------------------------------------------------------------------- | ------------------- | ------------------- | -------------- | ----- | ------ |
|                                                                                             | Filomena Rotiroti   | Libéral             | 16 433         | 73 %  | 13 054 |
|                                                                                             | Christine Normandin | Parti québécois     | 3 379          | 15 %  | -      |
|                                                                                             | Luigi Verrelli      | Action démocratique | 1 726          | 7,7 % | -      |
|                                                                                             | Céline Giguère      | Québec solidaire    | 554            | 2,5 % | -      |
|                                                                                             | Katia Proulx        | Indépendant         | 281            | 1,2 % | -      |
|                                                                                             | Garnet Colly        | Marxiste-léniniste  | 124            | 0,6 % | -      |
| Total                                                                                       | Total               | Total               | 22 497         | 100 % |        |
| Le taux de participation lors de l'élection était de 47 % et 326 bulletins ont été rejetés. |                     |                     |                |       |        |

|                                                                                              | Nom                      | Parti                        | Nombre de voix | %      | Maj.  |
| -------------------------------------------------------------------------------------------- | ------------------------ | ---------------------------- | -------------- | ------ | ----- |
|                                                                                              | Clément Gignac           | Libéral                      | 7 753          | 72,4 % | 5 918 |
|                                                                                              | Christine Normandin      | Parti québécois              | 1 835          | 17,1 % | -     |
|                                                                                              | Diane Charbonneau        | Action démocratique          | 384            | 3,6 %  | -     |
|                                                                                              | Julien Leclerc           | Vert                         | 290            | 2,7 %  | -     |
|                                                                                              | Valérie Black St-Laurent | Québec solidaire             | 265            | 2,5 %  | -     |
|                                                                                              | Sylvie R. Tremblay       | Indépendant                  | 73             | 0,7 %  | -     |
|                                                                                              | Érik Poulin              | Parti indépendantiste (2008) | 66             | 0,6 %  | -     |
|                                                                                              | Régent Millette          | Indépendant                  | 41             | 0,4 %  | -     |
| Total                                                                                        | Total                    | Total                        | 10 707         | 100 %  |       |
| Le taux de participation lors de l'élection était de 23,2 % et 87 bulletins ont été rejetés. |                          |                              |                |        |       |